# Горан Полетан
Горан Полетан је интернационални  писац.

## Биографија
Рођен је 1962. године у Зеници. Живи у Новом Саду, Бијељини и Аделејду. Пише поезију и прозу. Радови су му објављени у великом броју домаћих и страних часописа, а пјесме су му преведене на бугарски, енглески, француски, јапански, мађарски, немачки, румунски, руски, словеначки и шведки језик.

## Награде
Добитник је награде за хаику поезију на деветом свјетском ITOEN конкурсу у Токију, 1998. Прву награду добио је на Australasian Poetry Awards у Аустралији, 1999, затим награду на International Open Poetry Contest USA за 2005. годину и награду за поезију на The Poetry Institute of Australia , 2005. godine.